# 昆虫病理学
昆虫病理学（こんちゅうびょうりがく、英語：Insect pathology）とは、昆虫の病気に関する学問である．昆虫の病気には、寄生生物によるものと、それ以外によるものがある．昆虫病理学では、益虫保護と害虫防除という実用上の重要性から、寄生性生物による昆虫の病気、とりわけ次の微生物による昆虫の感染病に関する学問がその中心となっている．
- ウイルスー核多角体病ウイルス
- 原虫ーNosema spp.（蚕の微粒子病、ミツバチのノゼマ病などの病原体）
- 細菌ー乳化病菌（コガネムシ科幼虫の病原体）、バチルス・チューリンゲンシス
- 真菌ーハエカビ、白殭病菌、メタリジウム、冬虫夏草類
- 線虫

昆虫の病気には、症候別に硬化病（糸状菌による病気）や軟化病（主にウイルスおよび細菌による病気）がある．
昆虫病理学は昆虫学および無脊椎動物病理学の一分野である． 